# المديرية العامة لمكافحة المخدرات (السعودية)
المديرية العامة لمكافحة المخدرات هي الجهاز الأمني الحكومي في المملكة العربية السعودية المختص والمسؤول عن قضايا المخدرات والمواد المؤثرة في الجسد وقضايا المروجين والمتعاطين، يتولى رئاسة الجهاز اللواء محمد بن سعيد القرني.

## لمحة تاريخية
- عام 1345 هـ صدر نظام كيفية التداول بالجواهر المخدرة.
- عام 1374هـ صدر قرار مجلس الوزراء رقم 11 القاضي بتحديد عقوبة المهرب ومساعده والمروج ومستعمل المخدرات.
- استحدث قسم لمكافحة المخدرات بالمباحث العامة عند إنشائها في عام 1380هـ (1960م)، واستمر بممارسة واجباته حتى تطور إلى شعبة.
- في عام 1/7/1391هـ (1971) أصبحت هذه الشعبة إدارة مرتبطة بالأمن الجنائي بالأمن العام، شئون العمليات حاليًا.
- في عام 1392هـ أصبحت الشعبة إدارة عامة مركزية.
- وفي 18/10/1398هـ (1978) انفصلت الإدارة عن الأمن العام وارتبطت بالوزارة مباشرة (إدارة عامة مركزية).
- في 1/1/1401هـ (1981) أعيد ارتباط إدارة مكافحة المخدرات وأصبح ارتباطها مباشرًا بمعالي مدير الأمن العام.
- ونظرًا لاتساع رقعة البلاد، تطورت الإدارة إلى إدارة عامة، وأصبح يتبعها في الوقت الحاضر (93) إدارة وشعبة وقسمًا ووحدة ومكتباً.
- اتخذت الإدارة العامة لمكافحة المخدرات شعارًا لها وهو: «مكافحة المخدرات واجب ديني ووطني وإنساني».
- مؤخراً صدر قرار وزير الداخلية عام 1428هـ برفع مستوى إدارة مكافحة المخدرات إلى قطاع مرتبط مساعد وزير الداخلية للشؤون الأمنية. وأصبحت تسمى الآن المديرية العامة لمكافحة المخدرات.

## المهام
بناءً على الإستراتيجية العامة لمكافحة المخدرات والوظيفة المحددة للإدارة أمكن رسم أبرز أهدافها في القيام بشؤون التوعية الوقائية، والمكافحة على المستوى المحلي، والعمل في مجال علاج مدمني المخدرات (الرعاية اللاحقة) تحت مظلة اللجنة الوطنية لمكافحة المخدرات، والتعاون على الصعيدين العربي والدولي تجاه المخدرات والموزعة مقارها في جميع مناطق المملكة، فضلاً عن عدد من المكاتب في خارج المملكة.
تقوم الإدارة العامة لمكافحة المخدرات بمجموعة من المهام أبرزها:
- وضع الخطط لضبط مهربي ومروجي ومستعملي المخدرات، والإلمام بطرق الاتجار ومتابعة ذلك بشتى الطرق.
- رسم الخطط والإشراف على الإجراءات النظامية الخاصة بأساليب المكافحة.
- إجراء كافة الدراسات التي من شأنها تطوير العمل الميداني والإداري عمومًا في مجال المكافحة وإعداد البيانات والإحصائيات وتحليلها وتقييم أعمال المكافحة دوريا.
- متابعة إدارات وشعب وأقسام ووحدات المكافحة بالمملكة وإعطائهم التوجيهات اللازمة في مجال المكافحة.
- التنسيق مع إدارات مكافحة المخدرات بالدول وتحديد أساليب التعاون معهم في مجالات المكافحة.
- التنسيق مع الجهات الحكومية بالداخل والتعريف بأضرار المخدرات بإعداد خطط التوعية ووسائل الإعلام المختلفة.
- رفع مستوى أداء العاملين من خلال برامج تدريبية داخل المملكة وخارجها.
- إحباط عمليات التهريب وتعقب عصاباتها داخليًّا وخارجيًّا والرقابة على التجارة المشروعة للمواد الخطرة (الدوائية وللأغراض العلمية) بالتعاون مع وزارة الصحة ومنع تسرب أي منها إلى سوق الاتجار غير المشروع والتركيز على منافذ المملكة (البرية والبحرية والجوية).
- الاستعانة بمصادر من ذوي الأمانة والكفاءة للكشف عن أساليب التهريب بالمنافذ، والقيام بحملات مركزة على الطرق السريعة والأماكن المشبوهة.
- مكافحة التعاطي والعمل على ضبط مستعملي المخدرات بأنواعها المختلفة والاشتراك مع اللجنة الوطنية لمكافحة المخدرات في وضع ومتابعة وتنفيذ برنامج علمي مدروس ومكثف (تربويًّا ودينيًّا وثقافيًّا وصحيًّا) لتوعية الجمهور بأضرار المخدرات.
- القيام بالحملات الإعلامية للتوعية بأخطار المواد المخدرة من خلال عقد الندوات وإقامة المحاضرات وتوزيع النشرات والملصقات وكتب التوعية وإقامة المعارض في المدارس والنوادي الرياضية في المملكة.
- المساعدة في علاج المدمنين من السجناء لدى الإدارة العامة وفروعها لبعثهم إلى إحدى مستشفيات الأمل والاهتمام بالرعاية اللاحقة لمسجوني المخدرات والاشتراك في تأهيلهم ليعودوا مواطنين صالحين.
- التعاون مع اللجنة الوطنية لمكافحة المخدرات في متابعة ورعاية التائبين من الإدمان والإشراف على برنامج الدعم الذاتي.
- التعاون مع اللجنة الوطنية لمكافحة المخدرات في إصدار مجلة (المكافحة) الربع سنوية والتي تستهدف الوقاية والعلاج من المخدرات.

## برنامج الدعم الذاتي في المملكة العربية السعودية
في عام 1413هـ بدأت أولى نشاطات برنامج الدعم الذاتي في المملكة العربية السعودية تحديداً في مستشفى الأمل بالرياض والدمام، واستهدف البرنامج مساعدة المدمنين على المخدرات الذين تلقوا علاجهم في المستشفى على عدم الرجوع إلى المخدرات.  
يُعد البرنامج جزءاً من مرحلة العلاج التي يمر بها المدمن فتبدأ المراحل بعملية سحب السموم من الجسم سواء في المستشفى أو العيادات الخارجية، ثم تبدأ مرحلة التأهيل العلاجي التي يستمر فيها المدمن في التعافي، و يعتبر برنامج الدعم الذاتي للمدمنين، من برامج التأهيل فيه يلتحق المدمن بإحدى المجموعات العلاجية ويطبق الخطوات الاثنتي عشرة من خلال الاجتماعات، ومن هذه الاجتماعات :
- اجتماع مفتوح: يستطيع أي شخص حضوره سواء كان مدمناً أو حتى من أفراد الأسرة والأصدقاء.
- اجتماع مقيد: يقتصر الحضور على أعضاء برنامج الدعم الذاتي.
- اجتماع مناقشة: يناقش الأعضاء فيه موضوع مختار من الأعضاء أو أحدهم له علاقة بالتعافي من المخدرات.
- اجتماع حديث: يشارك أحد الأعضاء الحديث عن خبراته وآماله من خلال قصته مع الإدمان والمشكلات التي واجهها، له، وأسباب التعاطي، ويمكن أن يشارك بعض الأعضاء في وقت قصير ممن لديهم خبرات متشابهة.
- اجتماع قراءة: يقرأ فيه الحضور أي كتاب علاجي معتمد خاص بالبرنامج، يتحدث عن كيفية الإقلاع وتقوية الهمة لمواصلة التعافي و الابتعاد عن المخدرات، ويتم قراءة جزء منه ومناقشته مع الأعضاء.
- اجتماع دراسة الخطوات الاثنتي عشرة: لقراءة وتدريس خطوة أو أكثر من الخطوات الاثنتي عشرة الخاصة بالبرنامج لفهمها والعمل على لتطبيقها.
- اجتماع الأعضاء الجدد: وهم الذين خرجوا من المستشفى حديثاً، أو تم تحويلهم للالتحاق بالبرنامج، حيث يتم شرح البرنامج لهم وتوجيههم للانضمام إلى عضويته، ويناقش في الاجتماع الخطوات الثلاث الأولى، كما يتكلم الأعضاء عن شعورهم في بداية انضمامهم إلى برنامج الدعم الذاتي.[1]

## عقوبات جرائم المخدرات في السعودية
نظام مكافحة الاتجار بالمواد المخدرة في المملكة العربية السعودية معمول به بموجب الأمر السامي الكريم رقم 4/ب/966 وتاريخ 10 / 7 / 1407 هـ المتضمن قرار هيئة كبار العلماء رقم 138 وتاريخ 20 / 6 / 1407 هـ، وكذلك قرار مجلس الوزراء رقم 11 لسنة 1374 هـ، ويفرق نظام مكافحة المخدرات بين المهرب والمروج والمتعاطي على النحو التالي:

### المهرب
حسب مايقر النظام فإن عقوبة التهريب هي القتل «الإعدام» نظراً لما يتسبب به من أضرار ومفاسد على البلاد، ويلحق بالمهرب الشخص الذي يستورد المخدرات من الخارج، وكذلك الشخص الذي يتلقى المخدرات من الخارج ليوزعها على المروجين.

### المروج
هناك فرق بين من يروج المخدرات للمرة الأولى وبين العائد بعد سابقة الحكم عليه بالإدانة في جريمة تهريب أو ترويج حسب النظام. في الأولى تكون العقوبة الحبس أو الجلد أو الغرامة المالية، أو بها جميعاً حسبما يقتضيه النظر القضائي، وفي حال عودته للترويج تشدد العقوبة، ويمكن أن تصل إلى القتل.

### المتعاطي
عقوبة المتعاطي الحبس لمدة سنتين، ويعزر بنظر الحاكم الشرعي، وينفى خارج البلاد إذا كان أجنبياً، ولا تقام الدعوى العمومية ضد من يتقدم من تلقاء نفسه للعلاج، بل يودع في مستشفى علاج المدمنين، وقد أخذ النظام السعودي في ذلك بتوصيات الأمم المتحدة، اقتداءاً بكثير من دول العالم.

## معاملة خاصة للطلاب المتهمين في قضايا المخدرات
يستثني النظام الطلاب من تطبيق العقوبات المنصوص عليها فيه، ويُكتفى بتأديبهم، ووضعهم تحت المراقبة بعد ذلك التأكد من صلاحهم، وأخذ التعهد على أولياء الأمور بحسن تربيتهم، ويخضع الاستثناء لعدة شروط منها ما يلي:
- ألا يتجاوز عمر الطالب العشرون عاماً.
- أن يكون متفرغاً للدراسة.
- ألا يكون الطالب مروجاً للمخدرات أو مهرباً لها.
- أن تكون جريمته تعاطي الحبوب المخدرة فقط.
- ألا يكون صاحب سابقة سواً في تهريب المخدرات أو ترويجها أو تعاطي الحبوب أو أي سابقة لجريمة أخلاقية.
- ألا تكون تهمته مرتبطة بجريمة أخرى أخلاقية.
- ألا تكون تهمته مرتبطة بحادث مروري نتج عنه وفاة أو إصابات يترتب عليها حقوق خاصة وعامة.
- ألا يكون ممتهناً للسواقة برخصة عمومية.
- ألا يكون قد قاوم السلطات عند القبض عليه.
- وعادة لا تتجاوز مدة الحبس المحكوم بها على الطالب ثلاثة أشهر، أو يعاقب بالجلد خمسين جلدة.[2]